# تشكلات حلقي الهكسان

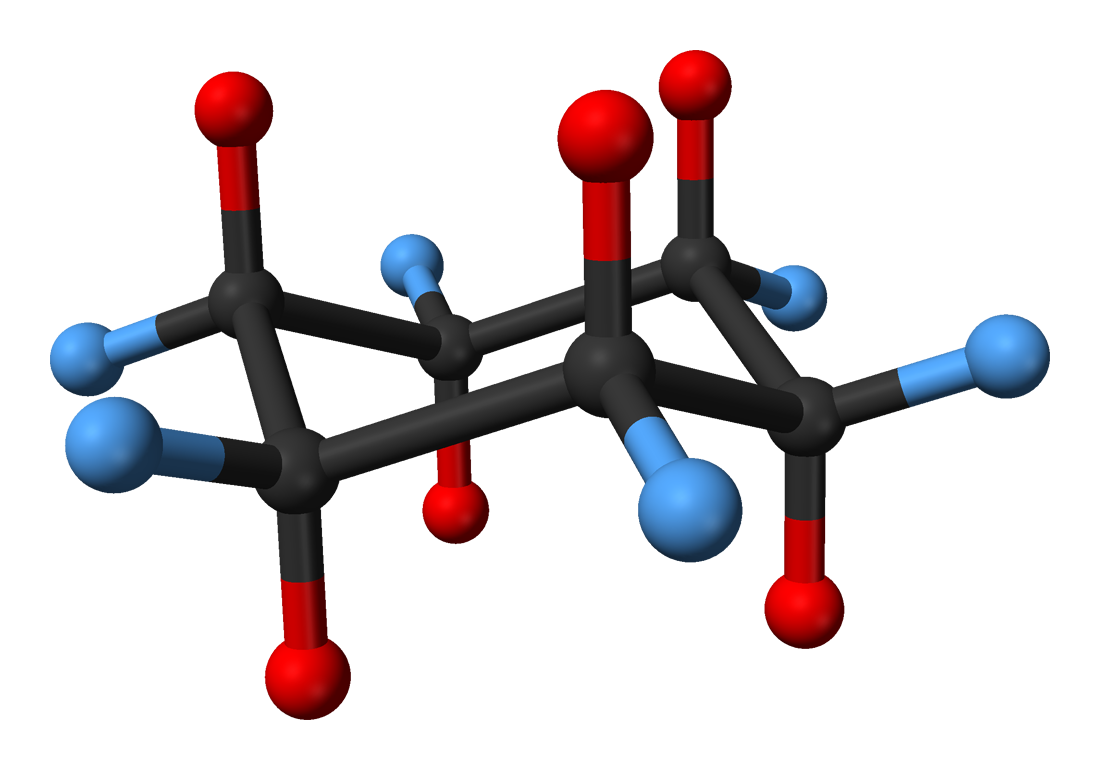

التشاكل المقعدي أو تشكل كرسي هو مصطلح يستخدم لأكثر أنواع التشكل الكيميائي ثباتا لحلقات الكربون السداسية المفرة الروابط مثل الهكسان الحلقي. فعند ترابط الذرات معا, فإن الإلكترونات تميل للانتشار بعيدا عن بعضها قدر المستطاع. فمثلا في الميثان تكون الزاوية بين H-C-C 109.5 درجة. وتحاول ذرات الكربون ترتيب نفسها في الهكسان الحلقي بحيث تكون أقرب ما يكون للزاوية 109.5. مما يجعل البناء النهائي للهكسان الحلقي يشبه المقعد (تشكل الكرسي)، وهو أكثر المتشاكلات ثباتا، ويوجد هناك متشاكل أخر ثابت نسبيا وهو تشكل قارب وإن كان ثباته أقل البناء المقعدي.

## مواضيع مرتبطة
- تزامر تشكلي